# Charmes-en-l'Angle
Charmes-en-l'Angle é uma comuna francesa na região administrativa de Grande Leste, no departamento de Haute-Marne. Estende-se por uma área de 7,36 km². Em 2010 a comuna tinha 9 habitantes (densidade: 1,2 hab./km²).